# Mažučište
Mažučište (makedonska: Мажучиште) är en ort i Nordmakedonien. Den ligger i kommunen Prilep, i den centrala delen av landet, 70 kilometer söder om huvudstaden Skopje. Mažučište ligger 660 meter över havet och antalet invånare är 465.